# Provincia senatoria

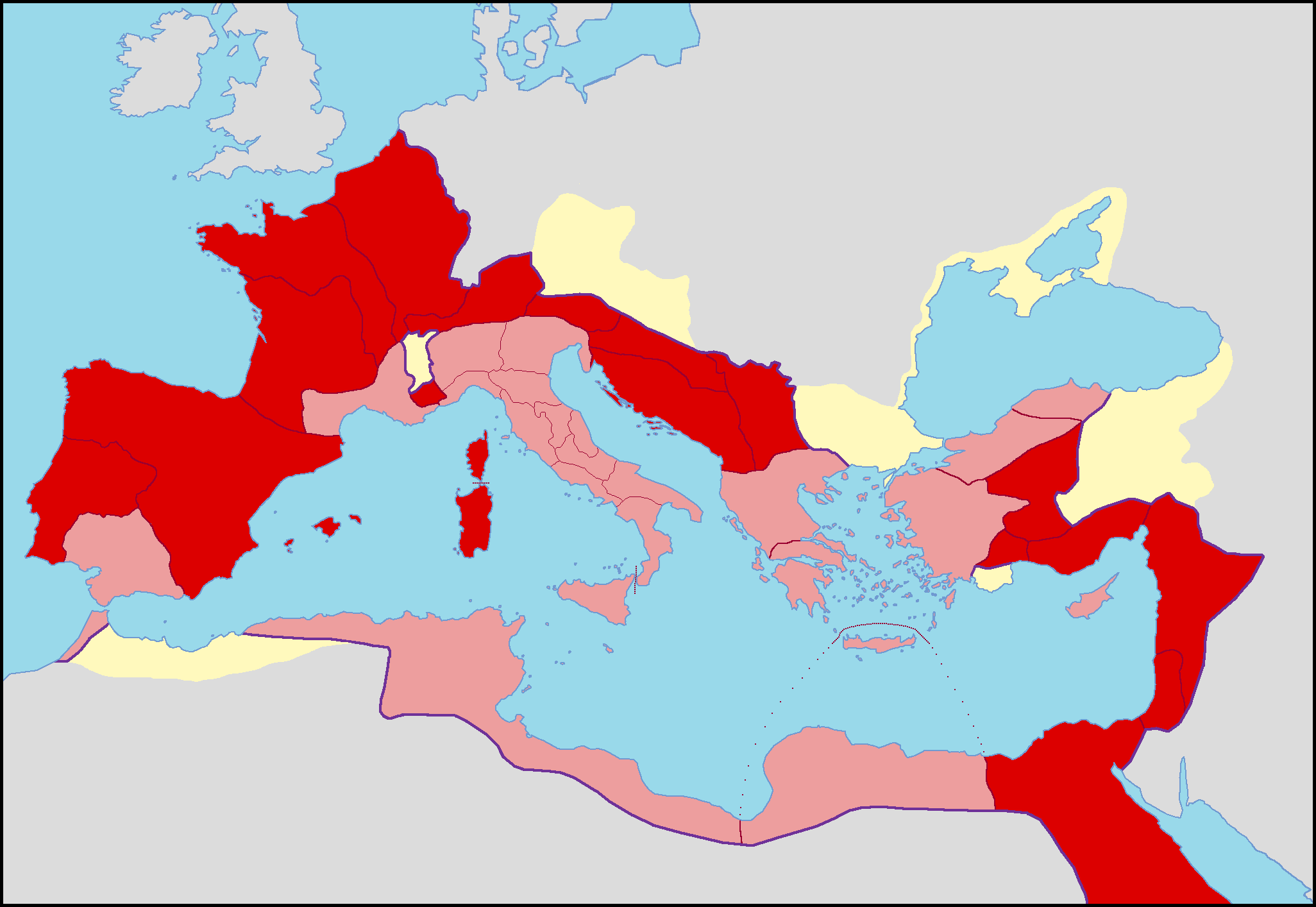
Province senatorie (rosa) e imperiali (rosso) nel 14, sotto Augusto

Una provincia populi Romani (provincia del popolo romano) o provincia senatoria era una provincia romana il cui governatore veniva nominato esclusivamente dal senato.
Si trattava generalmente di province lontane dai confini dell'impero e generalmente pacificate: sul loro territorio non era di stanza, infatti, alcuna legione, in modo tale che si riducesse così il rischio che il senato potesse servirsene per sottrarre il potere all'imperatore. Sebbene il titolo portato da tutti i governatori di questa tipologia di province rimanesse sempre e comunque quello di proconsul, esse erano in realtà governate da un proconsole (ex-console) solo nel caso delle province di Asia e Africa, mentre le rimanenti province erano affidate ad un propretore (ex-pretore).

## La riforma augustea
Con l'avvento del principato di Augusto l'amministrazione provinciale venne riorganizzata. Alcune province, in genere quelle di più antica annessione e ormai pacificate, nelle quali non era necessaria la presenza di legioni, furono affidate al controllo del Senato (province senatorie) e furono rette secondo il modello di epoca repubblicana da proconsoli (Proconsul provinciae), eletti annualmente.
A questi si affiancavano proquestori per l'amministrazione finanziaria e ai procuratori imperiali, che si occupavano dell'amministrazione delle proprietà del principe (res Caesaris). Questa prima divisione avvenne nel 27 a.C.. Tra le province senatorie troviamo: la Numidia, l'Africa proconsolare, l'Asia, l'Acaia e l'Epiro, l'Illyricum, la Macedonia, la Sicilia, Creta e Cirene, Bitinia e Ponto, Sardegna e Corsica e Hispania Baetica. A partire dal 22 a.C. Augusto cedette al Senato le province della Gallia Narbonense e di Cipro ottenendo in cambio quella dell'Illyricum.
Nell'anno 14 d.C. le province senatorie erano dieci, di cui due affidate a ex-consoli (Africa e Asia):
| Provincia                                                    | Statuto   | Governatore                   | Capitale                                           | Note |
| ------------------------------------------------------------ | --------- | ----------------------------- | -------------------------------------------------- | --- |
| Acaia (Achaea)                                               | senatoria | Propretore di rango pretorio  | Colonia Laus Iulia Corinthiensis (Corinto, Grecia) | Nel 15-44 riunita alla Mesia e alla Macedonia come provincia imperiale.                                                                     |
| Africa (Africa) o Africa Proconsolare (Africa Proconsularis) | senatoria | Proconsole di rango consolare | Cartagine (Tunisia)                                | |
| Asia (Asia)                                                  | senatoria | Proconsole di rango consolare | Efeso (Turchia)                                    | |
| Bitinia e Ponto (Bithynia et Pontus)                         | senatoria | Propretore di rango pretorio  |                                                    | Divenuta provincia imperiale nel 135. |
| Cipro (Cyprus)                                               | senatoria | Propretore di rango pretorio  | (Cipro)                                            | In precedenza (nel 27 a.C.) era unita alla Cilicia ed era una provincia imperiale, poi dal 22 a.C. divenne senatoria (provincia imperiale). |
| Creta e Cirene (Creta et Cyrene)                             | senatoria | Propretore di rango pretorio  | Gortina (Creta, Grecia)                            | |
| Gallia Narbonense (Gallia Narbonensis)                       | senatoria | Propretore di rango pretorio  | Narbo (Narbona, Francia)                           | In precedenza (nel 27 a.C.) era una provincia imperiale, poi dal 22 a.C. divenne senatoria                                                  |
| Hispania Baetica (Baetica o Hispania Baetica)                | senatoria | Propretore di rango pretorio  |                                                    | |
| Licia e Panfilia (Lycia et Pamphylia)                        | senatoria | Propretore di rango pretorio  |                                                    | prima del 135 provincia imperiale |
| Macedonia (Macedonia)                                        | senatoria | Propretore di rango pretorio  |                                                    | Tra il 15 e il 44 riunita con Mesia e Acaia come provincia imperiale, governata da un Legato imperiale di ragno consolare.                  |
| Sicilia (Sicilia)                                            | senatoria | Propretore di rango pretorio  | Syracusae (Siracusa, Italia)                       | |

## Le province senatorie dopo Augusto fino a Settimio Severo

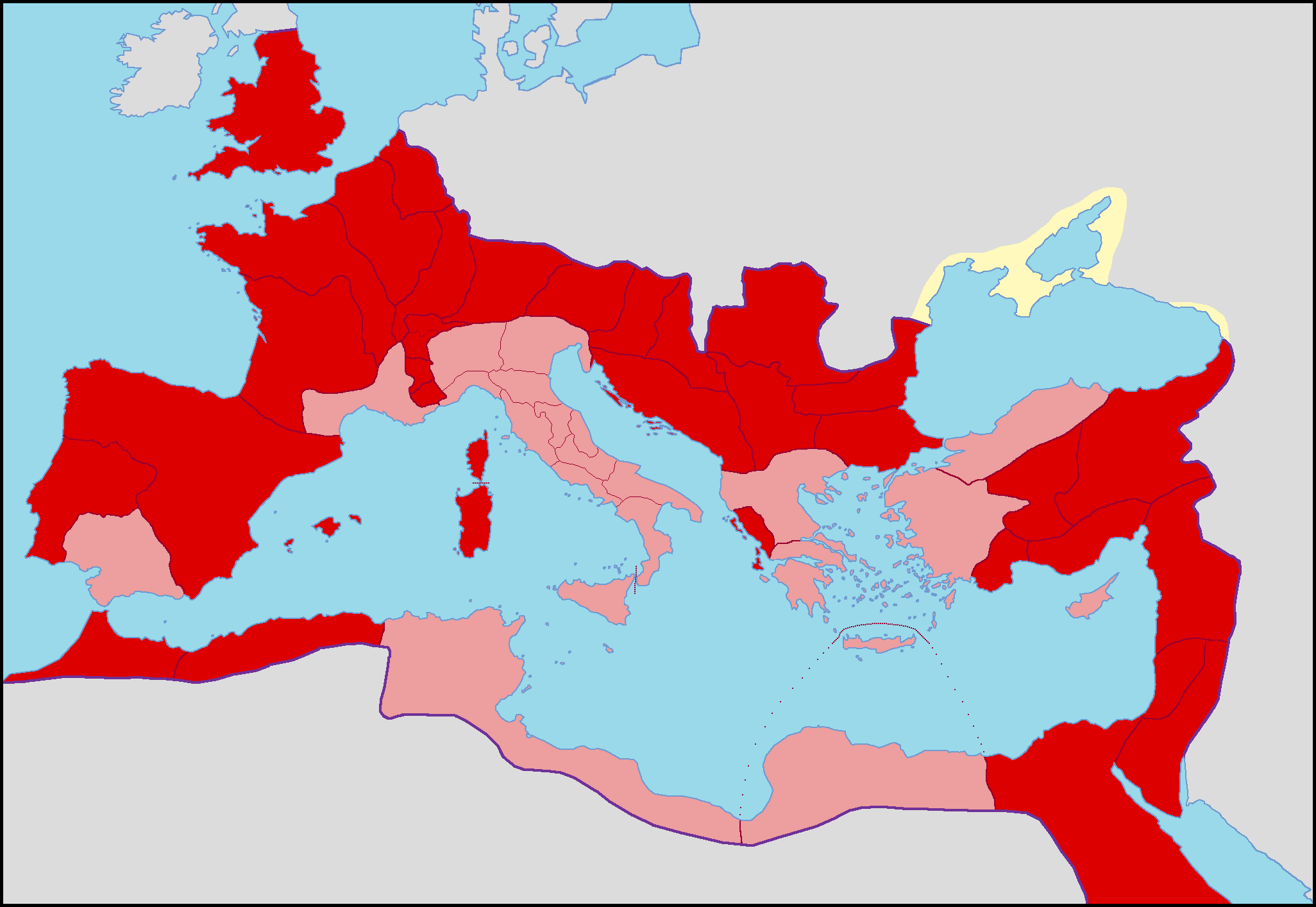
Province senatorie ed imperiali nel 120
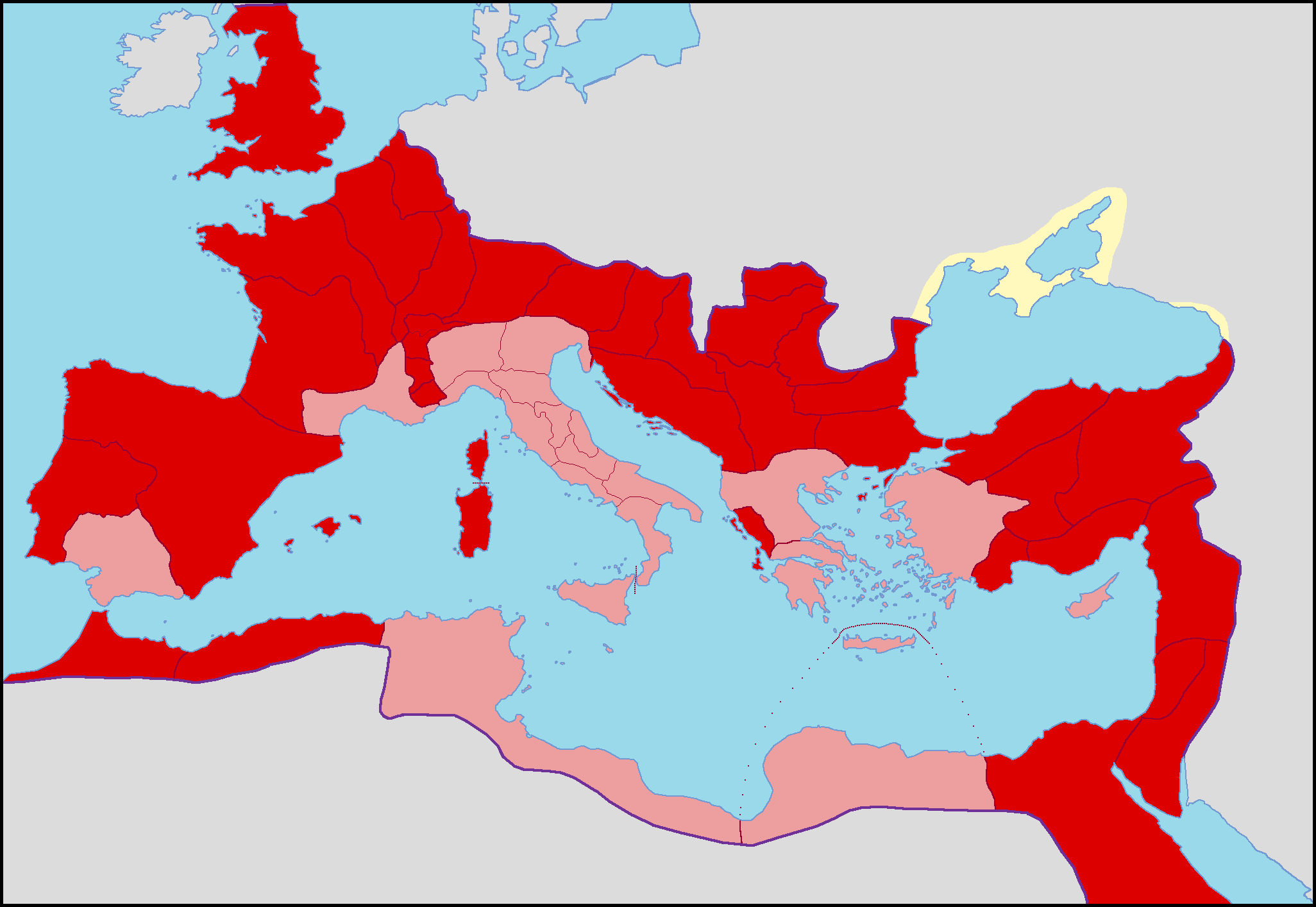
Province senatorie ed imperiali nel 150
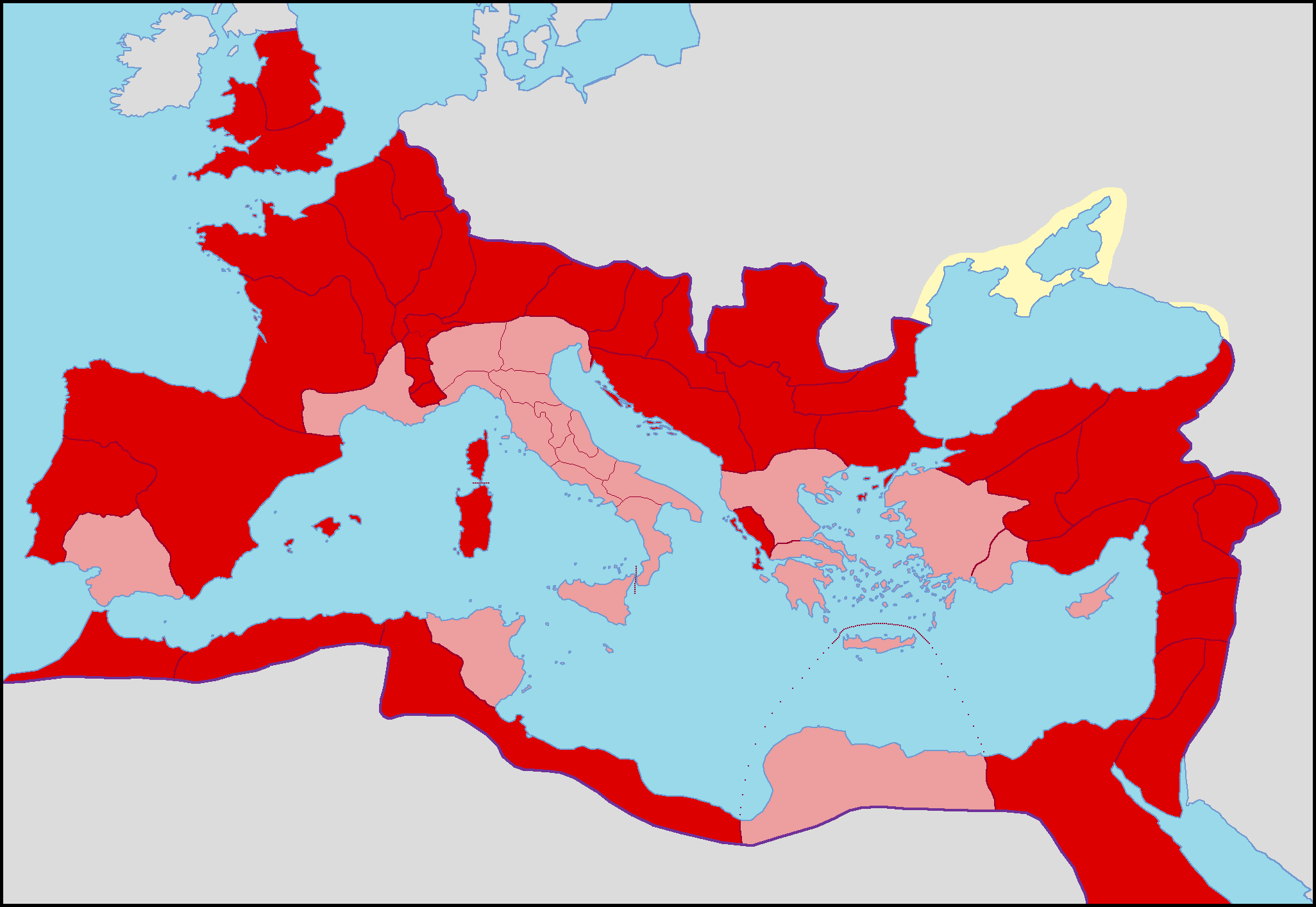
Province senatorie ed imperiali nel 210